# Партія «Новий Азербайджан»
Партія «Новий Азербайджан» (азерб. Yeni Azərbaycan Partiyası) — урядова пропрезидентська політична партія Азербайджану, що налічувала у своїх лавах до завершення 2009 року, за офіційними даними, 518 тисяч членів й відіграє домінуючу роль у політичному житті країни. Головою партії наприкінці березня 2005 став президент країни Ільхам Алієв, що змінив на цій посаді Гейдара Алієва, який помер 2003 року і був свого часу її засновником.
На парламентських виборах 1995, 2000 й 2005 років партія здобула переважну більшість голосів. Зокрема, у 2000 партія здобула 62,3 % голосів і 75 з 125 місць у парламенті. У 2003 її кандидат Ільхам Алієв на президентських виборах, за офіційними даними, здобув 80 % голосів.
На парламентських виборах 7 листопада 2010 року партія здобула 72 місця у Міллі Меджлісі.

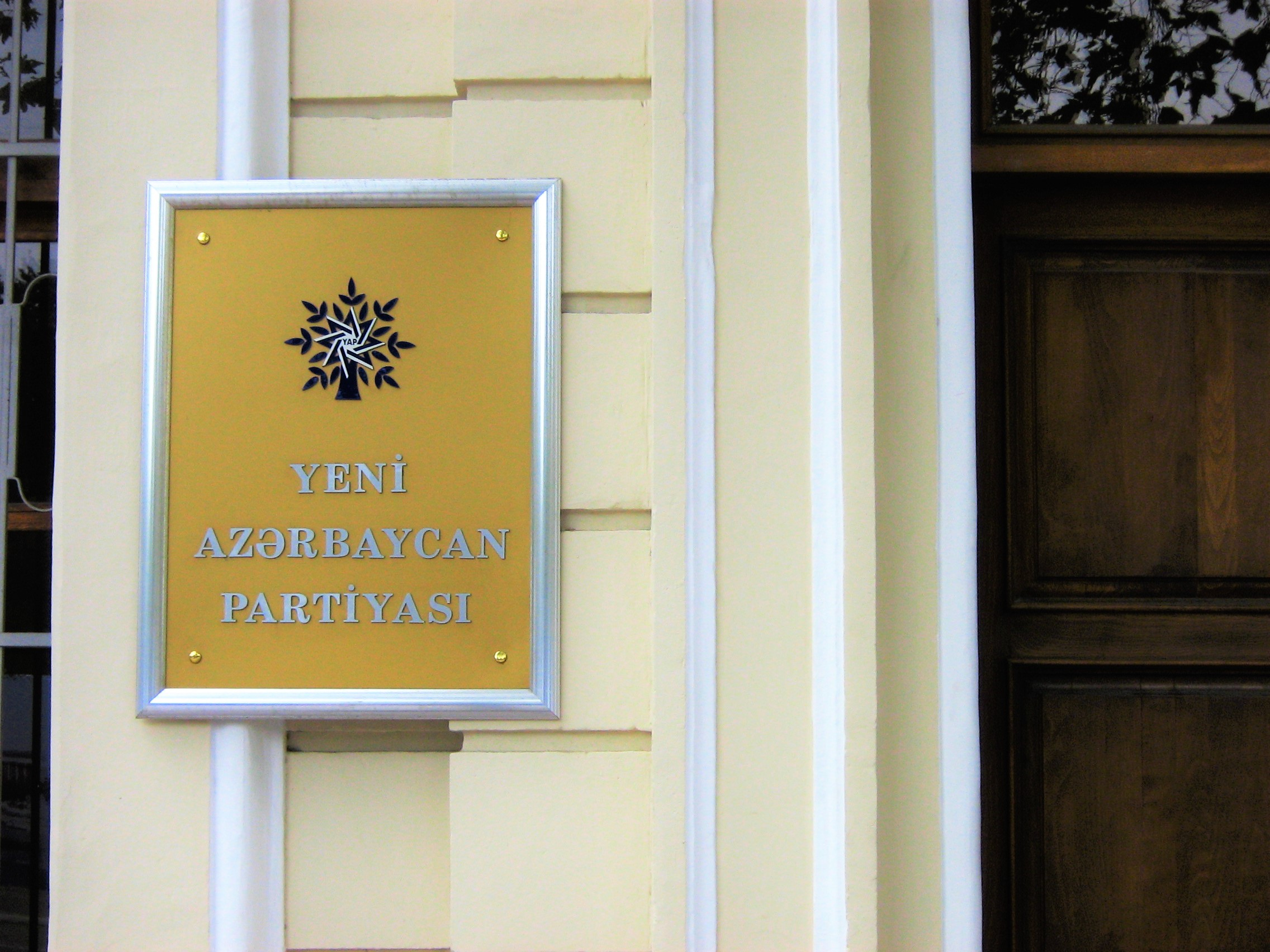
Табличка на вході до головного офісу партії «Новий Азербайджан». Баку, проспект Бюль-Бюля 13.

Заступниками голови партії є Алі Ахмедов і Муртуз Алескеров.

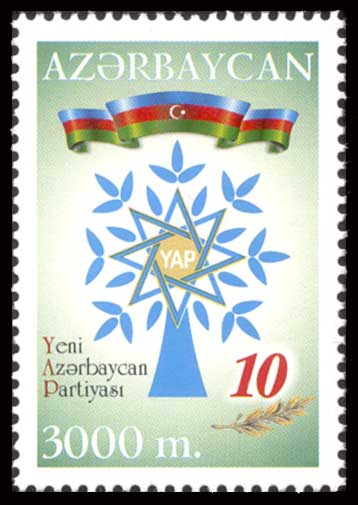
Поштова марка Азербайджану (2002 р.), присвячена 10-річчю партії.